# Hedwigia bulbosa
Hedwigia bulbosa là một loài Rêu trong họ Hedwigiaceae. Loài này được (Hedw.) Brid. mô tả khoa học đầu tiên năm 1801.